# Dioscorea nervosa
Dioscorea nervosa är en enhjärtbladig växtart som beskrevs av Rodolfo Amando Philippi. Dioscorea nervosa ingår i släktet Dioscorea och familjen Dioscoreaceae. Inga underarter finns listade i Catalogue of Life.